# Carlos Augusto
Carlos Augusto Zopolato Neves (Campinas, 1999. január 7. –) brazil válogatott labdarúgó, hátvéd. A Serie A-ben szereplő Inter játékosa.

## Pályafutása

### Monza
2020. augusztus 28-án a másodosztályú együttes leigazolta Brazíliából.
Szeptember 29-én debütált az US Triestina elleni 3–0-ás győztes kupameccsen, az első gólnál egy gólpasszt is kiosztott.
November 7-én mutatkozott be a bajnokságban, és egy gólpasszt is kiosztott hazai környezetben a Frosinone elleni 2–0-ás találkozón.
December 11-én szerezte első találatát a Venezia vendégeként.

### Inter
2023. augusztus 15-én egyéves kölcsönszerződést írt alá a milánói csapattal a 2023–2024-es idény végéig.
Négy nappal később, csereként mutatkozott be hazai közönség előtt, korábbi csapata az AC Monza  elleni 2–0-ás győztes bajnoki találkozón. A 67. percben Federico Dimarco-t váltva.
Szeptember 20-án a bajnokok ligájában is pályára lépett a Real Sociedad vendégeként 1–1-re zárult csoportmérkőzésen.
Az első találatát a olasz kupa-nyolcaddöntőjében szerezte a Bologna ellen. A 2*15 perces hosszabbítás 92. percében volt eredményes.

## Válogatott karrier
2023. október 6-án Fernando Diniz szövetségi kapitány hívta be a csapatba Renan Lodi sérülését követően, a Venezuela és az Uruguay elleni vb-selejtező mérkőzésekre.
Október 18-án az Uruguay vendégeként 2–0-ra elvesztett találkozón mutatkozott be a csapatban, kezdőként 73 percet játszott.

## Statisztika
| Klub             | Szezon           | Bajnokság        | Bajnokság | Bajnokság | Állami bajnokság | Állami bajnokság | Nemzeti kupa | Nemzeti kupa | Nemzetközi kupa | Nemzetközi kupa | Egyéb | Egyéb | Összes | Összes |
| Klub             | Szezon           | Liga             | Mérk.     | Gólok     | Mérk.            | Gólok            | Mérk.        | Gólok        | Mérk.           | Gólok           | Mérk. | Gólok | Mérk.  | Gólok  |
| ---------------- | ---------------- | ---------------- | --------- | --------- | ---------------- | ---------------- | ------------ | ------------ | --------------- | --------------- | ----- | ----- | ------ | ------ |
| Corinthians      | 2018             | Série A          | 7         | 0         | 0                | 0                | 0            | 0            | 1               | 0               | —     | —     | 8      | 0      |
| Corinthians      | 2019             | Série A          | 15        | 1         | 2                | 0                | 2            | 0            | 2               | 0               | —     | —     | 21     | 1      |
| Corinthians      | 2020             | Série A          | —         | —         | 8                | 0                | —            | —            | —               | —               | —     | —     | 8      | 0      |
| Corinthians      | Összesen         | Összesen         | 22        | 1         | 10               | 0                | 2            | 0            | 3               | 0               | —     | —     | 37     | 1      |
| Monza            | 2020/21          | Serie B          | 30        | 3         | —                | —                | 1            | 0            | —               | —               | 2     | 0     | 33     | 3      |
| Monza            | 2021/22          | Serie B          | 32        | 2         | —                | —                | 1            | 1            | —               | —               | 4     | 0     | 37     | 3      |
| Monza            | 2022/23          | Serie A          | 35        | 6         | —                | —                | 2            | 0            | —               | —               | —     | —     | 37     | 6      |
| Monza            | Összesen         | Összesen         | 97        | 11        | —                | —                | 4            | 1            | —               | —               | 6     | 0     | 107    | 12     |
| Inter (kölcsön)  | 2023/24          | Serie A          | 37        | 0         | —                | —                | 1            | 1            | 7               | 0               | 1     | 0     | 46     | 1      |
| Inter            | 2024/25          | Serie A          | 16        | 2         | —                | —                | 1            | 0            | 7               | 0               | 2     | 0     | 26     | 2      |
| Inter            | Összesen         | Összesen         | 53        | 2         | —                | —                | 2            | 1            | 14              | 0               | 3     | 0     | 72     | 3      |
| KARRIER ÖSSZESEN | KARRIER ÖSSZESEN | KARRIER ÖSSZESEN | 172       | 14        | 10               | 0                | 8            | 2            | 17              | 0               | 9     | 0     | 216    | 16     |

1. ↑  Mérkőzése(i) a(z) Copa Libertadores-ben
2. ↑  Mérkőzése(i) a(z) Copa Sudamericana-ben
3. 1 2  Mérkőzése(i) a(z) Serie B play-off-ban
4. 1 2  Mérkőzése(i) a(z) Bajnokok Ligájában
5. 1 2  Mérkőzése(i) a(z) Supercoppa-ban

### A válogatottban
2023. november 13-i állapot szerint
| Brazília | Brazília | Brazília |
| Év       | Mérk.    | Gólok    |
| -------- | -------- | -------- |
| 2023     | 2        | 0        |
| ÖSSZESEN | 2        | 0        |